# Lluís Marrasé i Meler
Lluís Marrasé i Meler (Barcelona, 16 de juliol de 1958) és un periodista i activista cultural català.

## Trajectòria
Marrasé va començar la seva tasca periodística en el món de la ràdio, amb programes vinculats a la música i la poesia a Ràdio Cornellà i posteriorment a COMRàdio, RAC 105, iCat i a La Xarxa. En aquell temps també va ser un dels cofundadors de l'Associació de Cantants i Intèrprets Professionals en Llengua Catalana, on va exercir com a cap de premsa, posteriorment com a director artístic i finalment com a president de l'organització.
Al llarg de la seva trajectòria ha creat i dirigit desenes de projectes musicals, entre els quals destaquen un homenatge a Joan-Salvat Papasseit-100 anys al Palau de la Música Catalana el 1994; el primer homenatge que es va fer a Ovidi Montllor, al Teatre-Auditori de Sant Cugat del Vallès el 1995 o l'espectacle Versos i cançons a l'Auditori de Barcelona el 1999. El 2001 va coordinar l'espectacle Colors d'Espriu, basat en poemes de Salvador Espriu l'any 2001 i el 2002 El Cabaret de la Capmany, amb textos de Maria Aurèlia Capmany interpretats per Teresa Gimpera i Adrià Puntí. El 2005 va ser responsable dels concerts Ovidi Montllor, 10 anys de vacances, Trenquem el silenci, contra la violència de gènere i Tribut, que el 2006 van quedar recollits en un disc. El 2008 va dirigir un concert Homenatge a Joan Baptista Humet, celebrat al Sant Jordi Club de Barcelona. També va ser el responsable de l'àmbit musical de l'Any Espriu.
Poc després, el 2015 va comissariar l'exposició antològica Serrat, 50 anys de cançons a l'Arts Santa Mònica. Com a periodista, va dirigir TotCat, una emissora digital de la CCMA dedicada a la música en català, alhora que dirigia i presentava a iCat el programa Musicat. El seu interès per la poesia i la cançó també el va dur al Canal 33 on va dirigir els programes Miralls i Tons (poesia x cantar). També ha dirigit un documental dedicat al poeta Agustí Bartra.
El 2021 va compondre la cançó “Som Natura!” en contra de l’ampliació de l'Aeroport de Barcelona-El Prat, on hi van intervenir més de 20 artistes, entre els quals Lluís Llach, Gerard Quintana o Monica Green, entre d'altres.
Durant més de 30 anys ha sigut autor de doblatge al català, especialment per a projectes d'anime.
Ha estat articulista a El Periódico de Catalunya i és l'autor dels vint volums de la col·lecció Llach. La banda sonora d'un país, editada per La Vanguardia.

## Premis i reconeixements
El 2005 va rebre la creu de Sant Jordi pel fet d'haver contribuït a la promoció i difusió de la música cantada en català, especialment a partir de la fundació de l'Associació de Cantants i Intèrprets Professionals en Llengua Catalana (ACIC), que presideix.
- 2005: Creu de Sant Jordi, concedit per la Generalitat de Catalunya, en reconeixement de la tasca com a activista cultural.[23]
- 2019: Premi BarnaSants a l'Activisme Cultural en reconeixement de la tasca de difusió de la música en llengua catalana.[24]